# Neinstedt
Neinstedt is een plaats en voormalige gemeente in de Duitse deelstaat Saksen-Anhalt, en maakt deel uit van de Landkreis Harz.
Neinstedt telt 1.949 inwoners.